# Scincella capitanea
Scincella capitanea är en ödleart som beskrevs av  Ouboter 1986. Scincella capitanea ingår i släktet Scincella och familjen skinkar.
Artens utbredningsområde är Nepal. Inga underarter finns listade i Catalogue of Life.